# Ачех-Джая (регентство)
Регентство Ачех-Джая (індонез. Kabupaten Aceh Jaya) є регентством спеціального регіону Ачех, Індонезія. Він розташований на острові Суматра. Регентство займає площу 3814 квадратних кілометрів і мало населення 76 782 особи за переписом 2010 року та 93 159 осіб за переписом 2020 року, з яких 47 264 були чоловіками та 45 895 жінками. Офіційна оцінка на середину 2021 року становила 94 418. Місцезнаходженням регентства є Каланг в окрузі Круенг Сабі. Основними культурами, які вирощуються в Регентстві, є рис, рамбутан, дуріан, апельсин, кавун, каучук, пальмова та кокосова олії.

## Адміністративний поділ
Станом на 2010 рік регентство було адміністративно поділено на шість округів (кечатаман); однак три додаткові райони (Індра-Джая, Дарул Хікма і Пасі-Райя) були створені з того часу шляхом поділу існуючих районів. Дев'ять районів, перераховані нижче, з їхніми площами та населенням за даними перепису 2010 року та перепису 2020 року разом з офіційними оцінками станом на середину 2021 року Таблиця також містить розташування адміністративних центрів районів, кількість сіл (Ачех: gampong) у кожному та поштовий індекс району.
| Назва            | Площа в км 2 | Перепис населення 2010 | Перепис населення 2020 | Оцінка середина 2021 | Адмін центр  | Клк. сіл | Індекс |
| ---------------- | ------------ | ---------------------- | ---------------------- | -------------------- | ------------ | -------- | ------ |
| Теуном           | 141          | 17 090                 | 13 471                 | 13 628               | Туеном       | 22       | 23653  |
| Пасі Рая         | 426          | (а)                    | 6,824                  | 6,896                | Туві Кареунг | 14       | 23653  |
| Панга            | 405          | 6,546                  | 8,513                  | 8,685                | Кеуде Панга  | 20       | 23653  |
| Круенг Сабі (b)  | 588          | 14,247                 | 17 814                 | 18,105               | Круенг Сабі  | 17       | 23654  |
| Сетіа Бгакті (b) | 629          | 7,512                  | 9,073                  | 9,190                | Лагеун       | 13       | 23655  |
| Sampoiniet (c)   | 426          | 11 405                 | 7,910                  | 8,045                | Лхок Крует   | 19       | 23659  |
| Дарул Хікма      | 575          | (а)                    | 6,891                  | 6,983                | Паджар       | 19       | 23656  |
| Джая (с)         | 324          | 19,428                 | 15,187                 | 15,256               | Ламно        | 34       | 23658  |
| Індраджая        | 300          | (а)                    | 7,476                  | 7630                 | Кута Бахагія | 14       | 23657  |
| Підсумки         | 3,814        | 76,782                 | 93,159                 | 94,418               | Calang       | 172      |        |

Примітка: (a) чисельність населення нових районів у 2010 році включена в загальні дані для районів, з яких вони були розділені. (b) включає три невеликі морські острови. (c) включає невеликий офшорний острів.

## Землетрус
26 грудня 2004 року регентство постраждало від землетрусу в Індійському океані. Уряд Індонезії оголосив, що відбудований Каланг буде розташовано далі вглиб країни, хоча окремі родини та підприємства відновлюють те саме місце вздовж узбережжя. До жовтня 2006 року значні частини міста Каланг були реконструйовані, включаючи невеликий готель, ряд ресторанів та інших підприємств. До кінця 2006 року в регентстві було реконструйовано 15 000 будинків і 57 000 постійних будинків. Багато людей уздовж узбережжя все ще живуть у тимчасових будинках, але різні місцеві та багато міжнародних організацій, таких як Червоний Хрест і USAID, які допомагають у реконструкції, досягли прогресу.